# Omán az 1988. évi nyári olimpiai játékokon
Omán a dél-koreai Szöulban megrendezett 1988. évi nyári olimpiai játékok egyik részt vevő nemzete volt. Az országot az olimpián 3 sportágban 8 sportoló képviselte, akik érmet nem szereztek.

## Atlétika
Férfi
| Versenyző                                                                         | Versenyszám     | Előfutam | Előfutam | Előfutam | Negyeddöntő | Negyeddöntő | Negyeddöntő | Elődöntő | Elődöntő | Elődöntő | Döntő   | Döntő    |
| Versenyző                                                                         | Versenyszám     | Idő      | Hely.    | Össz.    | Idő         | Hely.       | Össz.       | Idő      | Hely.    | Össz.    | Idő     | Helyezés |
| --------------------------------------------------------------------------------- | --------------- | -------- | -------- | -------- | ----------- | ----------- | ----------- | -------- | -------- | -------- | ------- | -------- |
| Abdalláh Szalem el-Hálidi                                                         | 100 m           | 10,90    | 4.       | 74.*     | kiesett     | kiesett     | kiesett     | kiesett  | kiesett  | kiesett  | kiesett | kiesett  |
| Abdalláh Szalem el-Hálidi                                                         | 200 m           | 21,82    | 6.       | 49.      | kiesett     | kiesett     | kiesett     | kiesett  | kiesett  | kiesett  | kiesett | kiesett  |
| Mohammed el-Málki                                                                 | 400 m           | 46,79    | 1.       | 28.      | 45,02       | 3.          | 7.*         | 44,69    | 3.       | 7.       | 45,03   | 8.       |
| Szulajmán el-Habszi                                                               | 400 m           | 48,30    | 5.       | 51.      | kiesett     | kiesett     | kiesett     | kiesett  | kiesett  | kiesett  | kiesett | kiesett  |
| Manszúr el-Balúsi                                                                 | 800 m           | 1:51,03  | 7.       | 48.      | kiesett     | kiesett     | kiesett     | kiesett  | kiesett  | kiesett  | kiesett | kiesett  |
| Avad esz-Szamír                                                                   | Maraton         |          |          |          |             |             |             |          |          |          | 2:46:59 | 83.      |
| Szulajmán el-Habszi Mohammed el-Málki Abdalláh Szalem el-Hálidi Manszúr el-Balúsi | 4 × 400 m váltó | 3:12,89  | 7.       | 20.      |             |             |             | kiesett  | kiesett  | kiesett  | kiesett | kiesett  |

* - egy másik versenyzővel azonos eredményt ért el

## Ökölvívás
| Versenyző                  | Versenyszám  | Selejtező                | 32-es főtábla           | Nyolcaddöntő      | Negyeddöntő       | Elődöntő          | Döntő             | Helyezés |
| Versenyző                  | Versenyszám  | Ellenfél Eredmény        | Ellenfél Eredmény       | Ellenfél Eredmény | Ellenfél Eredmény | Ellenfél Eredmény | Ellenfél Eredmény | Helyezés |
| -------------------------- | ------------ | ------------------------ | ----------------------- | ----------------- | ----------------- | ----------------- | ----------------- | -------- |
| Handhal Mohamed Al-Harithy | Kisváltósúly | Lars Myrberg (SWE) · RSC | kiesett                 | kiesett           | kiesett           | kiesett           | kiesett           | 32.      |
| Abdullah Salim Al-Barwani  | Váltósúly    | erőnyerő                 | Darren Obah (AUS) · RSC | kiesett           | kiesett           | kiesett           | kiesett           | 17.      |

RSC - a mérkőzésvezető megállította a mérkőzést

## Sportlövészet
Férfi
| Versenyző              | Versenyszám | Selejtező | Selejtező | Döntő   | Döntő    |
| Versenyző              | Versenyszám | Pont      | Helyezés  | Pont    | Helyezés |
| ---------------------- | ----------- | --------- | --------- | ------- | -------- |
| Abdul Latif Al-Bulushi | Légpuska    | 587       | 17.       | kiesett | kiesett  |